# Cerro Piergiorgio
El cerro Piergiorgio es una montaña situada en la Patagonia en el Sitio Natural Cordillera del Chaltén del parque nacional Bernardo O'Higgins en la región de Magallanes y Antártica Chilena en Chile y en la provincia de Santa Cruz en Argentina, cerca del pueblo de El Chaltén, en la frontera entre Argentina y Chile. Se encuentra a una altitud de 2719 m s. n. m.
Anteriormente Chile reclamaba la totalidad del cerro, tras el fallo arbitral de la disputa de la laguna del Desierto de 1994, el límite quedó definido en el cerro, reconociéndose como un hito binacional por ambos países.

## Toponimia
La montaña fue bautizada por el misionero salesiano Alberto Maria de Agostini, durante una de sus primeras exploraciones de los alrededores en el verano de 1935, en honor a Pier Giorgio Frassati (1901-1925). Este joven turinés era un apasionado de la montaña. Hombre religioso, veía en el alpinismo una forma de fortalecer su espíritu y acercarse a Dios. Murió joven y fue beatificado en 1990 por el Papa Juan Pablo II.

## Ascensiones
El 22 de enero de 2014, los escaladores Colin Haley, de Estados Unidos, y Rolando Garibotti, de Argentina, lograron la primera ascensión completa al cerro Piergiorgio. Esta ascensión culminó un reto que había permanecido sin resolverse durante más de 50 años, ya que la cima había sido alcanzada previamente solo hasta un bloque somital de 25 metros que los primeros ascensionistas consideraron inestable.
La ruta de la cara este del cerro Piergiorgio había sido abierta en enero de 1963 por los hermanos argentinos Jorge y Pedro Skvarca, quienes decidieron dar la vuelta a falta de la cumbre debido a la presencia de verglás. Durante años, su intento fue considerado como la primera ascensión del cerro, hasta que Haley y Garibotti repitieron la ruta y finalmente completaron la escalada del bloque somital.
Haley y Garibotti partieron de El Chaltén con planes ambiciosos, aprovechando la mejor ventana de buen tiempo de una temporada que había ofrecido pocas oportunidades para escalar. Su enfoque cambió a la chimenea de la cara este del cerro Piergiorgio, donde, tras superar la rimaya y algunos tramos iniciales de hielo, comenzaron la parte técnica de la escalada.
La ascensión incluyó secciones de escalada mixta y A1, facilitadas por pitones dejados por intentos anteriores. Tras alcanzar el collado donde los Skvarca se dieron la vuelta, intentaron escalar directamente la cumbre, pero encontraron que esta estaba cubierta de vergás. Optaron entonces por un rápel diagonal, que les permitió acceder a una estrecha chimenea de hielo y alcanzar la cima a las 20:30 horas.
Con vistas espectaculares y un cielo despejado, el descenso se llevó a cabo sin contratiempos, y a las 3:00 horas del día siguiente, la cordada se encontraba de vuelta en el campamento, marcando así un hito en la historia del alpinismo patagónico.